# 劉全諒
劉 全諒（りゅう ぜんりょう、751年 - 799年）は、唐代の軍人。宣武軍節度使。もとの名は逸淮。本貫は懐州武陟県。

## 経歴
劉正臣の子として生まれた。父の勲功により別駕・長史に任じられた。建中2年（781年）、劉玄佐が宋亳潁節度使となると、逸淮は召し出されてその下で牙将となり、決断力があり騎射に優れていることで知られた。劉玄佐は宗族の甥の扱いでかれを厚遇した。逸淮は都知兵馬使に累進し、太僕寺卿に試用され、御史中丞を兼ねた。貞元8年（792年）、劉玄佐が死去し、子の劉士寧が代わって宣武軍節度使となった。劉士寧は宋州刺史の翟良佐が自分につかないのではないかと疑い、いつわって出巡して宋州にいたると、逸淮を翟良佐に代えて刺史とした。貞元15年（799年）2月、董晋が死去すると、兵乱が起こり、陸長源が殺害された。逸淮は監軍の倶文珍に召し出されて汴州に赴き、知留後をつとめた。朝廷により検校工部尚書・汴州刺史に任じられ、宣武軍節度観察等使を兼ね、全諒の名を賜った。8月庚戌、死去した。享年は49。尚書右僕射の位を追贈された。

## 伝記資料
- 『旧唐書』巻145 列伝第95
- 『新唐書』巻151 列伝第76